# Liste der denkmalgeschützten Objekte in Wels-Lichtenegg
Die Liste der denkmalgeschützten Objekte in Wels-Lichtenegg enthält die 9 denkmalgeschützten, unbeweglichen Objekte der Katastralgemeinde Lichtenegg in der oberösterreichischen Stadt Wels. Diese umfasst nicht nur den gleichnamigen Stadtteil, sondern auch einen großen Teil des Stadtteils Vogelweide.

## Denkmäler
| Foto |                 | Denkmal                                                                                       | Standort                                         | Beschreibung | Metadaten |
| ---- | --------------- | --------------------------------------------------------------------------------------------- | ------------------------------------------------ | --- | --- |
| ja   | Datei hochladen | Ehem. Lagerbaracke HERIS-ID: 113432seit 2021                                                  | Birkenstraße 1 Standort KG: Lichtenegg           | Die Baracke ist die letzte von ursprünglich 22 des Lagers 1001, das knapp vor dem Zweiten Weltkrieg als provisorische Soldatenunterkunft errichtet wurde, und besonders in der Nachkriegszeit von Displaced persons und dann nach 1956 von Ungarnflüchtlingen belegt war. | BDA-Hist.: Q107637062 Status: Bescheid Stand der BDA-Liste: 2025-06-30 Name: Ehem. Lagerbaracke GstNr.: 882/164                                                  |
| ja   | Datei hochladen | Spätantikes Gräberfeld und mittelalterliche Stadtbefestigung HERIS-ID: 38813 Objekt-ID: 38420 | Hinterschweigerstraße Standort KG: Lichtenegg    | | BDA-Hist.: Q37984130 Status: Bescheid Stand der BDA-Liste: 2025-06-30 Name: Spätantikes Gräberfeld und mittelalterliche Stadtbefestigung GstNr.: 1759/22, 1759/1 |
| ja   | Datei hochladen | Kath. Pfarrkirche Heilige Familie HERIS-ID: 97126 Objekt-ID: 112857                           | Johann-Strauß-Straße 20 Standort KG: Lichtenegg  | Am 24. August 1952 fand die feierliche Grundsteinweihe durch Bischof Franz Zauner statt, der die neue Kirche im September 1957 auch einweihte. Seit 1. Jänner 1958 wird sie als eigenständige Pfarrkirche geführt. Im Basilikastil erbaut, besitzt sie einen 37 m hohen Turm und einen Altar aus Loferer Marmor. | BDA-Hist.: Q24326867 Status: § 2a Stand der BDA-Liste: 2025-06-30 Name: Kath. Pfarrkirche Heilige Familie GstNr.: .810                                           |
| ja   | Datei hochladen | Kalvarienbergkirche und Kreuzweg HERIS-ID: 98323 Objekt-ID: 114232                            | Kalvarienberggasse Standort KG: Lichtenegg       | In den Jahren 1715/16 wurde nach Plänen des Linzer Baumeisters Johann Michael Prunner aus Dankbarkeit über die abgewendete Pest die barocke Kalvarienbergkirche errichtet. Als Fundament diente ein aufgeschütteter Hügel über einen einstigen Römerwall. Von 1977 bis 1981 wurde die Kirche umfassend renoviert. | BDA-Hist.: Q37771849 Status: § 2a Stand der BDA-Liste: 2025-06-30 Name: Kalvarienbergkirche und Kreuzweg GstNr.: .262, 653/2, 653/3                              |
| ja   | Datei hochladen | Anlage Kath. Pfarrkirche hl. Stephan mit Pfarrzentrum, Lichtenegg HERIS-ID: 97127seit 2025    | Königsederstraße 20 Standort KG: Lichtenegg      | Die Kirche mit charakteristischer Zeltform wurde 1962–1966 von Karl Odorizzi erbaut. | BDA-Hist.: Q25248485 Status: Bescheid Stand der BDA-Liste: 2025-06-30 Name: Anlage Kath. Pfarrkirche hl. Stephan mit Pfarrzentrum, Lichtenegg GstNr.: 882/132    |
| ja   | Datei hochladen | Schloss Lichtenegg HERIS-ID: 38819 Objekt-ID: 38426                                           | Lichtenegger Straße 1 Standort KG: Lichtenegg    | Erbaut wurde Schloss Lichtenegg Mitte des 16. Jahrhunderts von Ludwig von Pollheim als Wasserschloss. Der Wassergraben wurde aber schon längst aufgelassen. Es wechselte oft den Besitzer, bis es 1726 durch den Welser Baumeister Wolfgang Grinzenberger die heutige Form erhielt. Nach Bombenschäden durch den Krieg wurde das Schloss nach 1944 wiederhergestellt. Erzherzog Franz Salvator und seine Gattin Marie Valerie wohnten zwischen 1890 und 1897 im Schloss Lichtenegg. Kaiserin Elisabeth von Österreich (Sisi), der Mutter von Marie Valerie, war einige Male in Lichtegg zu Besuch. | BDA-Hist.: Q16218309 Status: Bescheid Stand der BDA-Liste: 2025-06-30 Name: Schloss Lichtenegg GstNr.: .127/1 Schloss Lichtenegg                                 |
| ja   | Datei hochladen | Schlosspark Lichtenegg HERIS-ID: 38820 Objekt-ID: 38427                                       | Lichtenegger Straße Standort KG: Lichtenegg      | Der ursprüngliche Barockgarten wurde im 18. Jahrhundert in einen englischen Garten umgewandelt. Der ehemalige Tee-Pavillon (auch Sisi-Pavillon genannt) im Schlosspark von Lichtenegg stammt aus dem 18. Jahrhundert, so wie auch einige Rokoko-Steinstatuen. 2006 stürzte das Dach ein und das Gebäude ist 2014 bereits in sehr schlechtem Zustand. | BDA-Hist.: Q37984184 Status: Bescheid Stand der BDA-Liste: 2025-06-30 Name: Schlosspark Lichtenegg GstNr.: 819/14, 819/68 Schloss Lichtenegg - Park              |
| ja   | Datei hochladen | Kruzifix HERIS-ID: 97105 Objekt-ID: 112809                                                    | Dragonerstraße 50, bei Standort KG: Lichtenegg   | Vermutlich stammt dieses Kreuz aus Böhmen und wurde vom Firmengründer Franz Fritsch im 19. Jahrhundert aufgestellt. Jetzt im Besitz der Stadt Wels, wurde es 1988 aufwendig restauriert. | BDA-Hist.: Q37769440 Status: § 2a Stand der BDA-Liste: 2025-06-30 Name: Kruzifix GstNr.: 1740/1 Kruzifix Maria Theresia Straße, Wels Lichtenegg                  |
| ja   | Datei hochladen | Spätantikes Gräberfeld „Märzenkeller“ HERIS-ID: 40911 Objekt-ID: 41119                        | Flur Märzenkeller Standort KG: Lichtenegg        | Im ersten Drittel des 20. Jahrhunderts wurden dort spätantike Gräber gefunden. Da Grabungen nur bei Bauvorhaben stattfinden, ist derzeit nur ein eingezäuntes Grundstück zu sehen. | BDA-Hist.: Q37997032 Status: Bescheid Stand der BDA-Liste: 2025-06-30 Name: Spätantikes Gräberfeld „Märzenkeller“ GstNr.: 316/4, 316/10, 316/11                  |
| ja   | Datei hochladen | Volksschule 8, 9 Vogelweide HERIS-ID: 97100 Objekt-ID: 112804                                 | Dr.-Breitwieser-Straße 1 Standort KG: Lichtenegg | Erbaut wurde die Volksschule 1952 von Leo Keller. Das Gebäude wurde 1997 saniert und ist heute weitgehend originalgetreu erhalten. | BDA-Hist.: Q37769430 Status: § 2a Stand der BDA-Liste: 2025-06-30 Name: Volksschule 8, 9 Vogelweide GstNr.: .802                                                 |